# Itah Kandji-Murangi

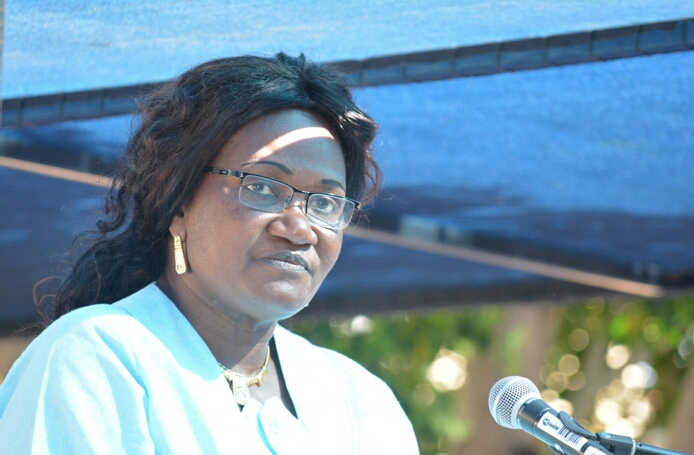
Ministra do Ensino Superior, Treino e Inovação da Namíbia

Itah Kandji-Murangi é uma política da Namíbia. Ela é Ministra do Ensino Superior, Treino e Inovação da Namíbia.
Em 2019, Kandji-Murangi estava envolvida numa luta pelo poder com o Conselho Consultivo da Universidade de Ciência e Tecnologia da Namíbia sobre quem deveria assumir a posição do reitor fundador. A sua interferência levou à renúncia do presidente do Conselho, Esi Schimming-Chase.